# Governmentalitet
Governmentalitet (från franska: gouvernmentalité) är ett begrepp myntat av den franske filosofen och idéhistorikern Michel Foucault. På svenska används emellanåt termerna regerandekomplex, styrningsmentalitet och regementalitet.
Foucault använde begreppet framförallt under sina föreläsningar vid Collège de France under perioden 1977–1984 men det har också vidareutvecklats av samhällsteoretiker som Peter Miller, Nikolas Rose och Mitchell Dean. Governmentalitet avser i generell mening de tekniker som styr och reglerar människors beteenden. Begreppet syftar också till att förklara den själva teknik, mentalitet och rationalitet genom själva styrelseprocessen verkar.